# ジョージ・ダルガーノ
ジョージ・ダルガーノ（George Dalgarno, 1626年 - 1687年）は、言語学的問題に関心を持った17世紀スコットランドの知識人。アバディーン出身。オックスフォードでジョン・ウィルキンスと協力して研究したが、1659年に知的側面に関して袂を分かった。ダルガーノは、聾唖者が使う全く新しい言語学的システムを提案した「ディダスカロコプスまたは聾者と唖者の講師」（Didascalocophus or the Deaf and Dumb man’s tutor, 1680年）の著者である。このシステムはアメリカ合衆国で今も使われている。
ダルガーノは、哲学的言語と呼んだ、現在はより一般的には普遍言語を指すものを作ることに関心を示した。Ars signorum（『手話の技術』, 1661年）の現在の翻訳が、2001年に自叙伝と他の原稿著作も含む版で出版された。

## 伝記
David Cram and Jaap Maat, eds., George Dalgarno on Universal Language: The Art of Signs (1661), The Deaf and Dumb Man's Tutor (1680), and the Unpublished Papers (Oxford: Oxford University Press, 2001).

## 参照
- フランシス・ロドウィック
- ジョン・ウィルキンス
- アプリオリ言語
- 工学言語